# 1728 Goethe Link
1728 Goethe Link eller 1964 TO är en asteroid i huvudbältet, som upptäcktes 12 oktober 1964 av Indiana Asteroid Program vid Indiana University Bloomington med Goethe Link Observatory. Asteroiden har fått sitt namn efter Goethe Link.
Asteroiden har en diameter på ungefär 14 kilometer.